# Reflex Spray
Reflex Spray es el nombre comercial (de la empresa Reckitt Benckiser) de un medicamento, de pulverización cutánea, creado para aliviar del dolor de los músculos y las articulaciones.

## Para que sirve y para que se utiliza
Reflex Spray es un aerosol para aplicar sobre la piel que pertenece al grupo de los antiinflamatorios tópicos, indicado en adultos, para el alivio del dolor de los músculos y las articulaciones en: contusiones, torceduras, esguinces, traumatismos (golpes) sin herida abierta, calambres musculares, tortícolis, dolor de espalda y lumbalgia.

## Composición
Cada mililitro de Reflex spray contiene:
- Como principios activos: 65 mg de esencia de trementina, 40 mg de alcanfor, 40 mg de mentol, 25 mg de salicilato de metilo.
- Como excipientes: alcohol isopropílico, dimetilsulfóxido, alcohol bencílico (E-1519). Gas propelente: dióxido de carbono.